# Gamingerhof
Gamingerhof ist eine Katastralgemeinde der Gemeinde Baden im Bezirk Baden in Niederösterreich.

## Siedlungsentwicklung
Zum Jahreswechsel 1979/1980 befanden sich in der Katastralgemeinde Gamingerhof insgesamt 41 Bauflächen mit 8.865 m² und 25 Gärten auf 15.493 m², 1989/1990 waren es 40 Bauflächen. 1999/2000 war die Zahl der Bauflächen auf 153 angewachsen und 2009/2010 waren es 56 Gebäude auf 147 Bauflächen.

## Landwirtschaft
Die Katastralgemeinde ist forstwirtschaftlich geprägt. 12 Hektar wurden zum Jahreswechsel 1979/1980 landwirtschaftlich genutzt und 39 Hektar waren forstwirtschaftlich geführte Waldflächen. 1999/2000 wurde auf 9 Hektar Landwirtschaft betrieben und 44 Hektar waren als forstwirtschaftlich genutzte Flächen ausgewiesen. Ende 2018 waren 11 Hektar als landwirtschaftliche Flächen genutzt und Forstwirtschaft wurde auf 44 Hektar betrieben. Die durchschnittliche Bodenklimazahl von Gamingerhof beträgt 40,6 (Stand 2010).